# Dommartin-lès-Toul
Dommartin-lès-Toul is een gemeente in het Franse departement Meurthe-et-Moselle (regio Grand Est) en telde op 1 januari 2022 1.991 inwoners.
De gemeente maakt deel uit van het arrondissement Toul en sinds 22 maart 2015 van het op die dag opgerichte kanton Toul. Daarvoor hoorde het bij het kanton Toul-Nord, dat toen opgeheven werd.

## Geografie
De oppervlakte van Dommartin-lès-Toul bedroeg op 1 januari 2022 6,87 vierkante kilometer; de bevolkingsdichtheid was toen 289,8 inwoners per km².

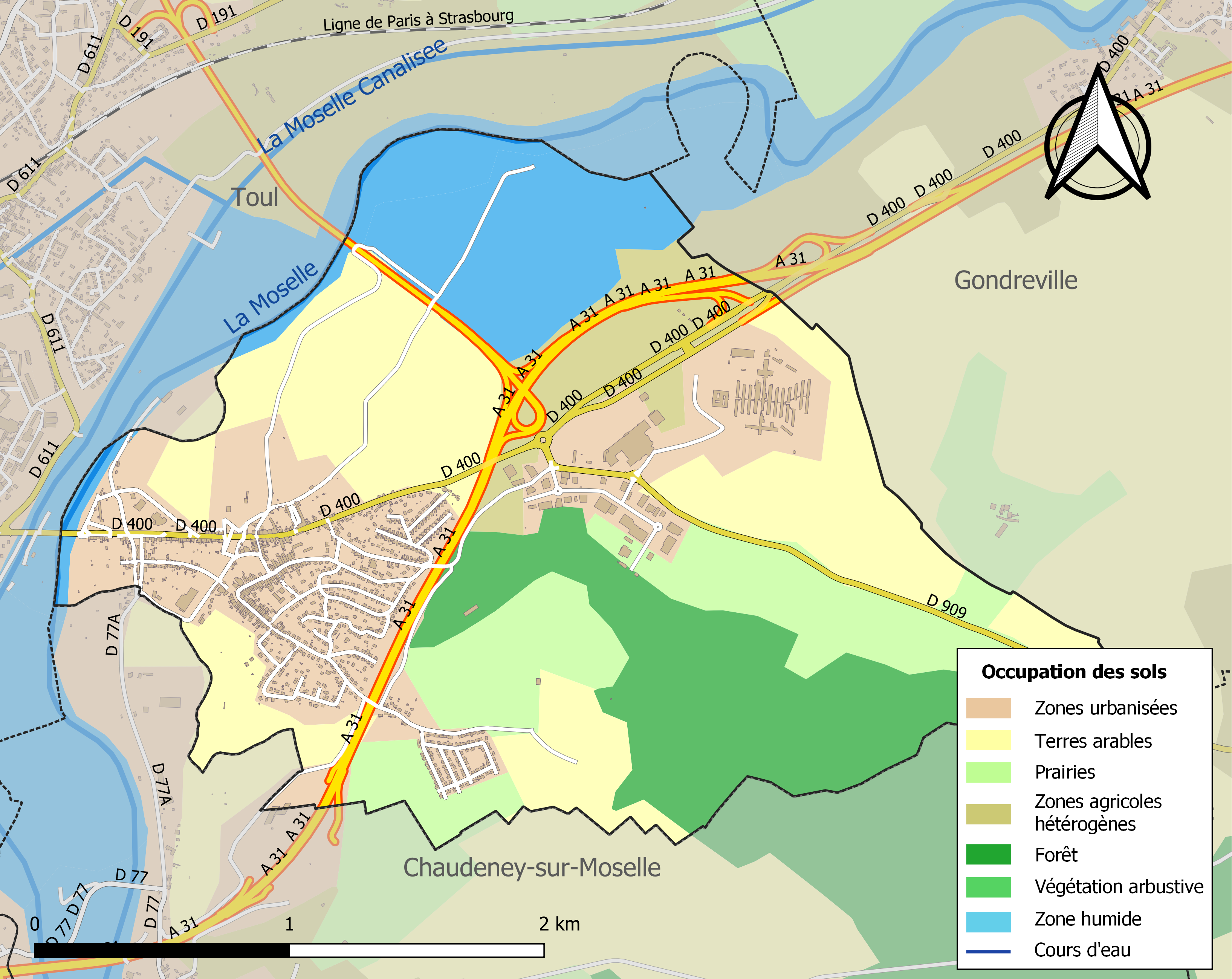
Kaart van de gemeente met de belangrijkste infrastructuur, bodemgebruik en omliggende gemeenten

## Demografie
Onderstaande figuur toont het verloop van het inwonertal (bron: INSEE-tellingen).